# Марунька (приток Мощанки)
Марунька (укр. Марунька) — река во Львовском районе Львовской области Украины. Левый приток реки Мощанка (бассейн Вислы).
Длина реки 16 км, площадь бассейна 49,9 км². Русло слабоизвилистое, в нижнем течении выпрямленное и местами канализированное. Пойма в основном широкая (в верхнем течении узкая, местами односторонняя).
Берёт начало в лесном массиве между холмами Расточья к западу от деревни Монастырёк. Течёт преимущественно на северо-восток (местами — на восток) в пределах Надбужанской котловины. Впадает в Мощанку на северной окраине села Пильце.
На реке расположены сёла Дубровка, Старое Село, Липник и Пильце.